# Château de Castilnovo
Le château de Castilnovo est situé dans la commune de Condado de Castilnovo, dans la province de Ségovie, communauté autonome de Castille-et-León en Espagne. Il a été déclaré bien d'intérêt culturel le 3 juin 1931.

## Description
Construit au XIIe siècle en style mudéjar, le château est conservé en bon état. Il possède un plan rectangulaire avec quatre tours carrées et six rondes.

## Protection
Le château fait l’objet d’un classement en Espagne au titre de bien d'intérêt culturel depuis le 3 juin 1931.

### Sources
- (en) Cet article est partiellement ou en totalité issu de l’article de Wikipédia en anglais intitulé « Castle of Castilnovo » (voir la liste des auteurs).